# Pietro Zucconi
Pietro Zucconi (Robasacco, 16 aprile 1975) è un ex ciclista su strada svizzero.

## Piazzamenti

### Grandi Giri
- Vuelta a España

2002: 119º
2003: 133º

### Classiche monumento
- Milano-Sanremo

2002: 145º
- Giro delle Fiandre

2000: ritirato
- Parigi-Roubaix

2000: ritirato
- Liegi-Bastogne-Liegi

2001: 79º
2002: ritirato
- Giro di Lombardia

2000: 49º
2002: 47º

### Competizioni mondiali
- Campionati del mondo

Lugano 1996 - In linea Under-23: 16º